# Ketapang Timur
Ketapang Timur is een bestuurslaag in het regentschap Sampang van de provincie Oost-Java, Indonesië. Ketapang Timur telt 8246 inwoners (volkstelling 2010).